# Herbert Schade
Herbert Otto Emanuel Schade (Solingen, 26 maggio 1922 – Solingen, 1º marzo 1994) è stato un mezzofondista tedesco.

## Palmarès

### Olimpiadi
- Bronzo a Helsinki 1952 nei 5000 metri piani.